# Pimpirev Beach
Der Pimpirev Beach (englisch; bulgarisch Пимпирев бряг Pimpirew brjag) ist ein 6,5 m langer und saumartiger Strand am Nordwestufer der South Bay im Süden der Livingston-Insel im Archipel der Südlichen Shetlandinseln. Er erstreckt sich vom Ereby Point im Südwesten bis zum nördlichen Abschnitt einer durch eine Eishöhle geprägten Nebenbucht der South Bay 5,8 km ostnordöstlich des Ereby Point und 1,45 km nordwestlich des Aleko Rock. Landeinwärts wird der bis zu 250 m breite Strandt durch den Pimpirew-Gletscher begrenzt. Der Smolyan Point 1,9 km nordöstlich des Ereby Point ist ein Teil des Strands.
Spanische Wissenschaftler kartierten ihn 1991, bulgarische 1996. Die bulgarische Kommission für Antarktische Geographische Namen benannte ihn 2004 in Anlehnung an den benachbarten Pimpirew-Gletscher. Dieser ist benannt nach dem bulgarischen Geologen Christo Pimpirew (* 1953), Teilnehmer an der ersten bulgarischen Antarktisexpedition (1987–1988) und Leiter weiterer Kampagnen.